# 指經標
指經標（希伯來語： יד），是猶太教禮儀用品。字面意思是「手」。
為保持《妥拉》羊皮書卷的聖潔，不可直接用手碰觸書卷，故指經標代替人的手指指點所讀的字句。指經標的形状為一根长杆，杆頭為一隻伸出食指的小手。杆身長刻有與誦讀《妥拉》

## 簡介
使用指經標有幾個原因：

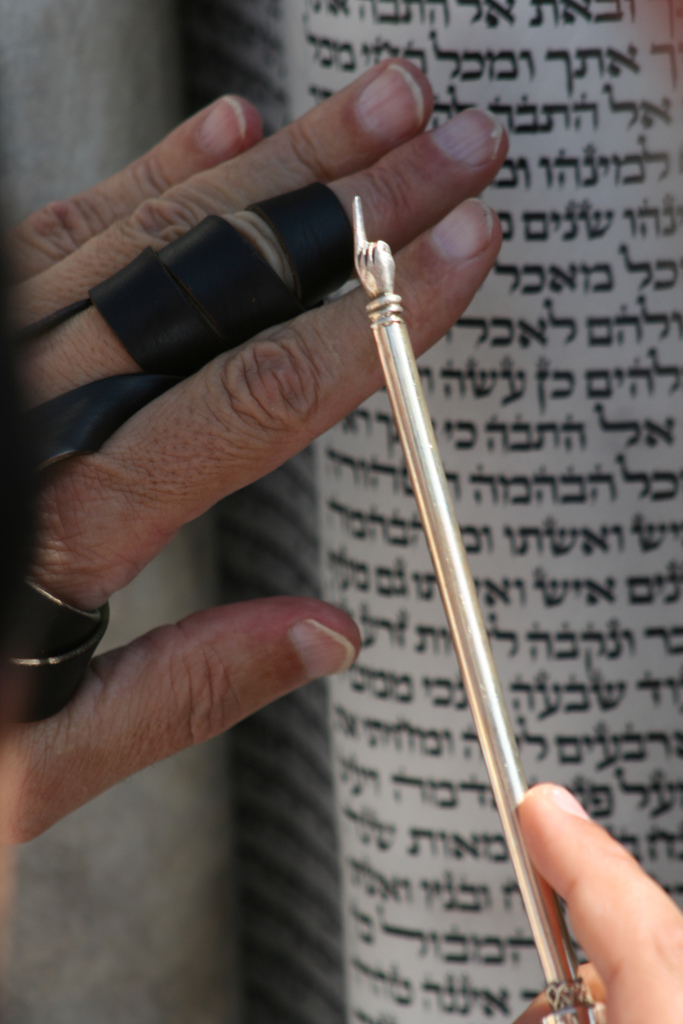
妥拉卷轴上的指經標

手碰觸羊皮經卷在仪式上不潔。此外，羊皮纸不吸墨，因此用手指触摸，容易損壞卷軸。  
在誦讀妥拉時，使用指經標並非必要，但指經標仍被視為阅读妥拉的 「诫命的点缀」（hidur mitzvah）。

## 生產
指經標可以有各種材質，其中银製最常見。有些指經標由织物覆盖。 

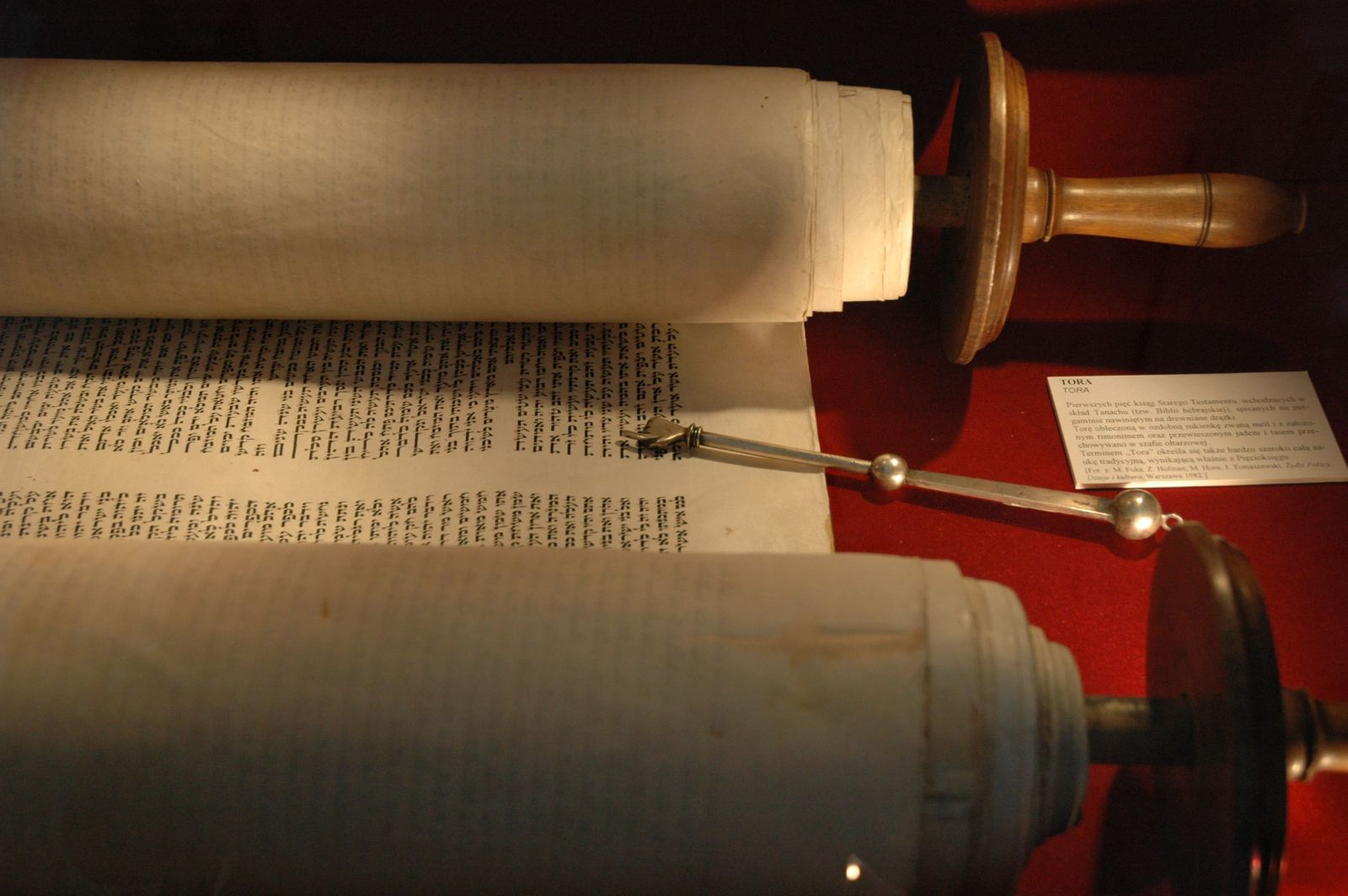
指經標搁在打开的律法书卷轴上。

高加索犹太人多將指經標成对放置，形成V 形，将文本分成段落。高加索猶太人的指經標是成对制作和捐赠的，通常有与同事件相关的成對詩文时，有些以链子连在一起。鏈子的形状常見两种类型：一是扁条，另一是螺旋状。鏈子的指示部分均製成带有圆形尖端的扁平阔叶。 
从指經標上的铭文，可以推断出高加索犹太人的一种特殊仪式：在阅读之前，会众会看到律法书，指經標以「上帝的指導手指」指向經文。 
高加索犹太人的指經標有许多不同的名称，如「指頭」 （羅馬化：etzba )或「筆」（羅馬化：kulmus )。